# 藤原秀澄
藤原 秀澄（ふじわら の ひでずみ）は、鎌倉時代前期の武士。承久の乱での後鳥羽上皇側の大将軍。

## 略歴
藤原秀宗の三男として誕生。
院に仕える畿内近国の武士で北面武士、西面武士、帯刀、左衛門尉、右衛門尉、河内判官を歴任。兄・秀康は後鳥羽上皇の討幕計画の首謀者の一人であった。
承久3年（1221年）5月、後鳥羽上皇は討幕の挙兵をした。6月に京方は幕府軍を迎え撃つべく美濃国と尾張国の国境の尾張川に布陣。秀澄は大将軍として出陣して墨俣に陣をしいた。京方は少ない兵力を分散させる愚策を犯しており、尾張の住人・山田重忠は兵力を集中し機制を制して尾張国府を襲う積極策を進言。怯えた秀澄はこれを取り上げず、結局、京方は大敗を喫し、秀澄は京へ逃げ帰った。『承久記』は秀澄を「天性臆病武者なり」「心のたるんだ武者」と酷評している。
京方は宇治・勢多の戦いでも敗れ、幕府軍は京に乱入。後鳥羽上皇は秀康、三浦胤義らを乱を引き起こした謀臣として逮捕を命じる院宣を出し、京方武士を見捨てた。秀澄は奈良に潜伏するが、河内国で捕らえられ、京で斬られた。